# Frances Kyle
Frances Christian Kyle (30 octobre 1893 — 12 février 1958) est une avocate irlandaise, la première femme, avec Averil Deverell, à être admise au barreau irlandais en 1921.

## Biographie
Frances "Fay" Christian Kyle naît le 30 octobre 1893, la deuxième fille de Kathleen Frances Bates (1867-1930) et d'un businessman de Belfast, drapier haut de gamme, Robert Alexander Kyle (1851–1931). D'abord éduquées à la maison par une gouvernante française, Fay et sa sœur Kathleen (1890-1965) vont à l'"école pour dame" de Belfast, puis passent l'année 1905 en internat à Poitiers en France. En 1906, Kathleen entre à la Wycombe Abbey alors que Fay entre dans une école en Suisse.
Kyle obtient son BA en français en 1914 et son Bachelor of Laws du Trinity College de Dublin en 1916. En janvier 1920, Kyle et Deverell sont les premières étudiantes en droit admises au King's Inns. Kyle est classée première lors de l'examen d'admission au barreau du 1er novembre 1921. Elle est également la première femme à y gagner la bourse John Brooke, ce qui conduit le quotidien The Irish Times à déclare "l'invasion de la loi par les femmes". L'admission des deux femmes fait les gros titres à Dublin et Belfast mais aussi à New York, Londres (London Times) et en Inde (Times of India). 
En 1922, lors d'une réunion à Belfast, Kyle est élue membre du circuit court (type de cours de justice itinérante) d'Irlande du Nord. 
Kyle semble avoir eu du mal à trouver du travail, sa dernière intervention enregistrée dans le Thoms Law Directory date de 1931. En 1937, elle comparait devant le tribunal pour se défendre à la suite d'une assignation de stationnement et elle demeure enregistrée dans le circuit jusqu'en 1939.
En 1944, elle rejoint sa sœur, récemment veuve, à Londres. Elle meurt d'un cancer le 12 février 1958, à l'âge de 64 ans.